# Deutsche Meisterschaften im Bahnradsport 2025

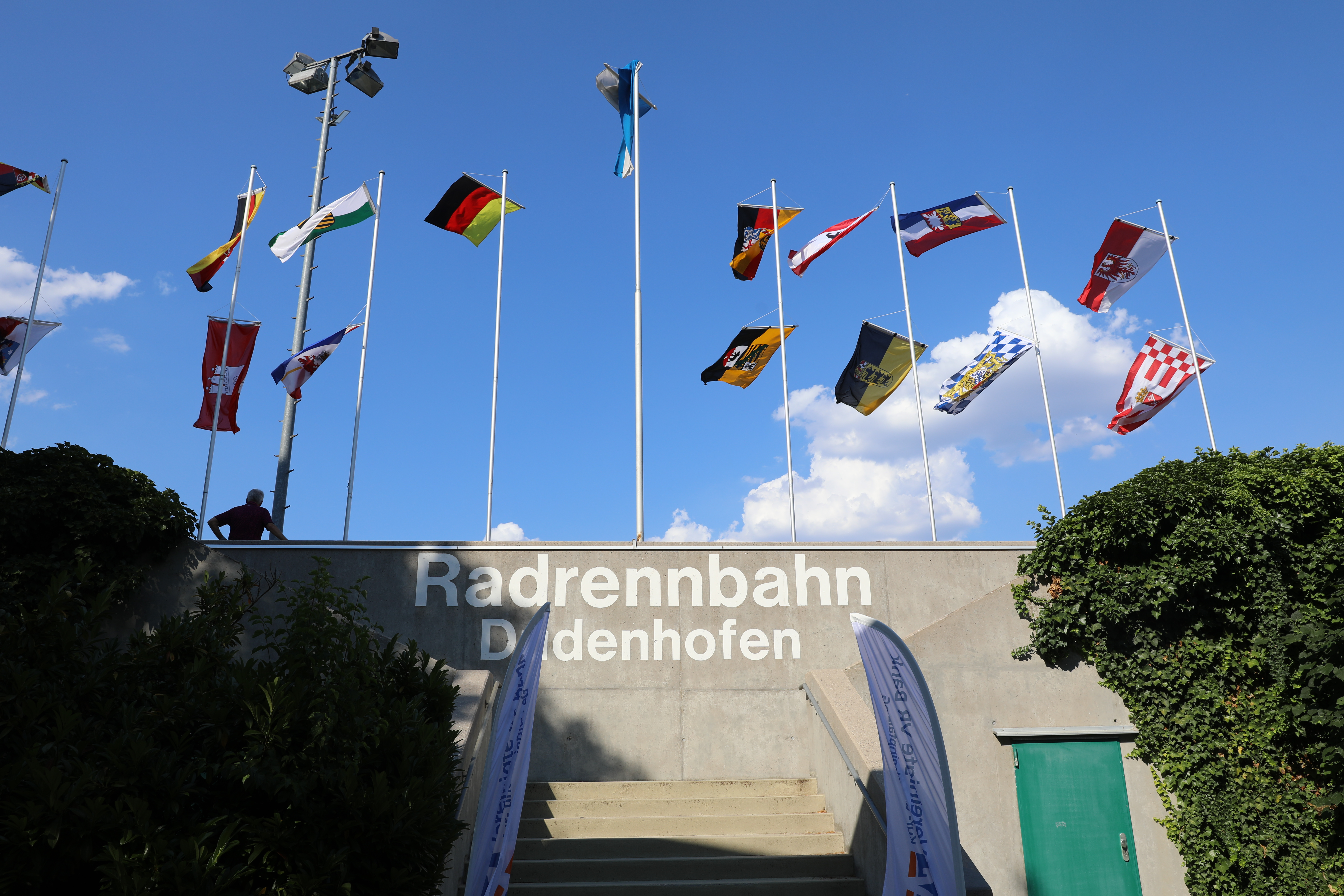
Eingang zur „Badewanne“

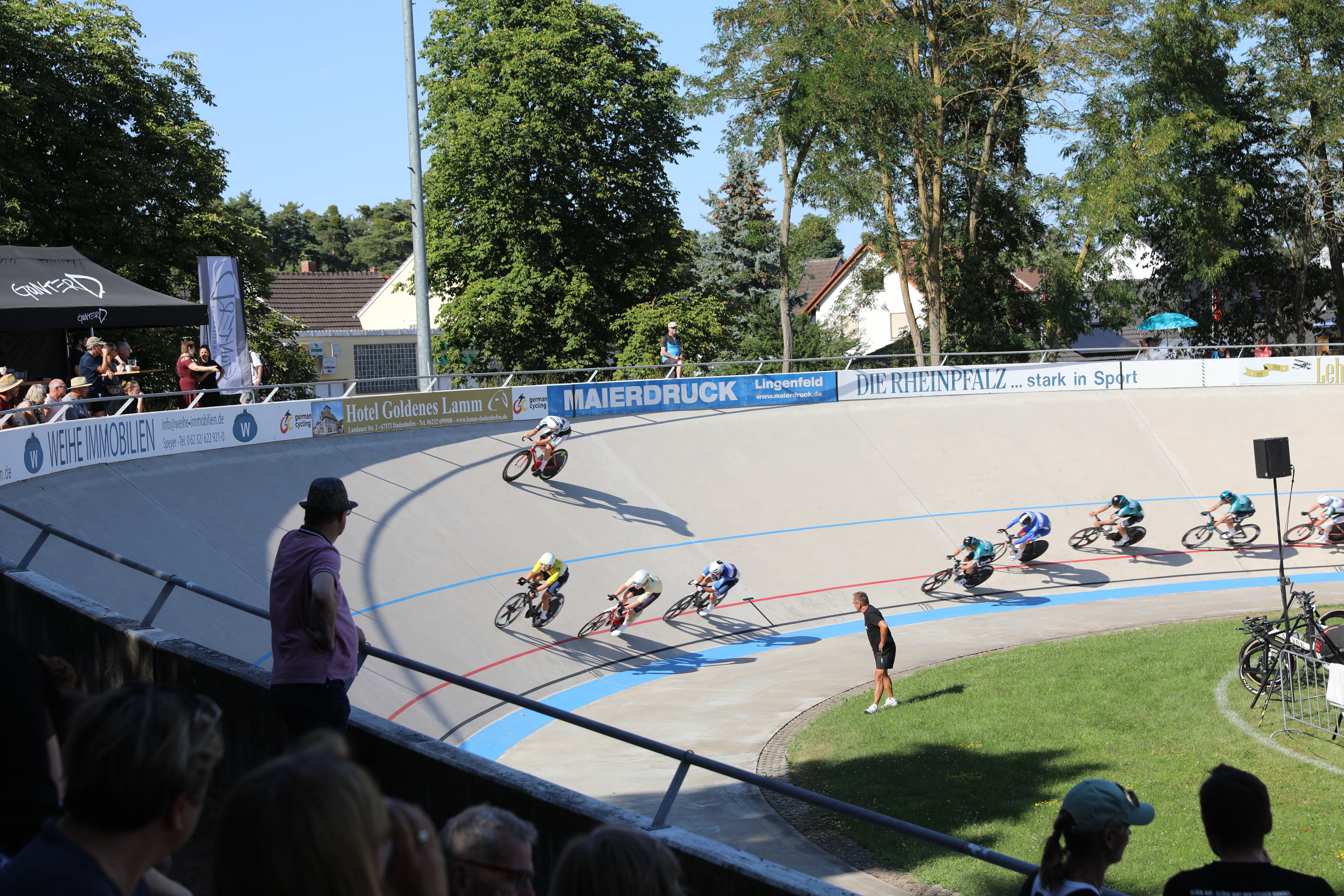
Die Radrennbahn Dudenhofen während der Meisterschaften (2025)

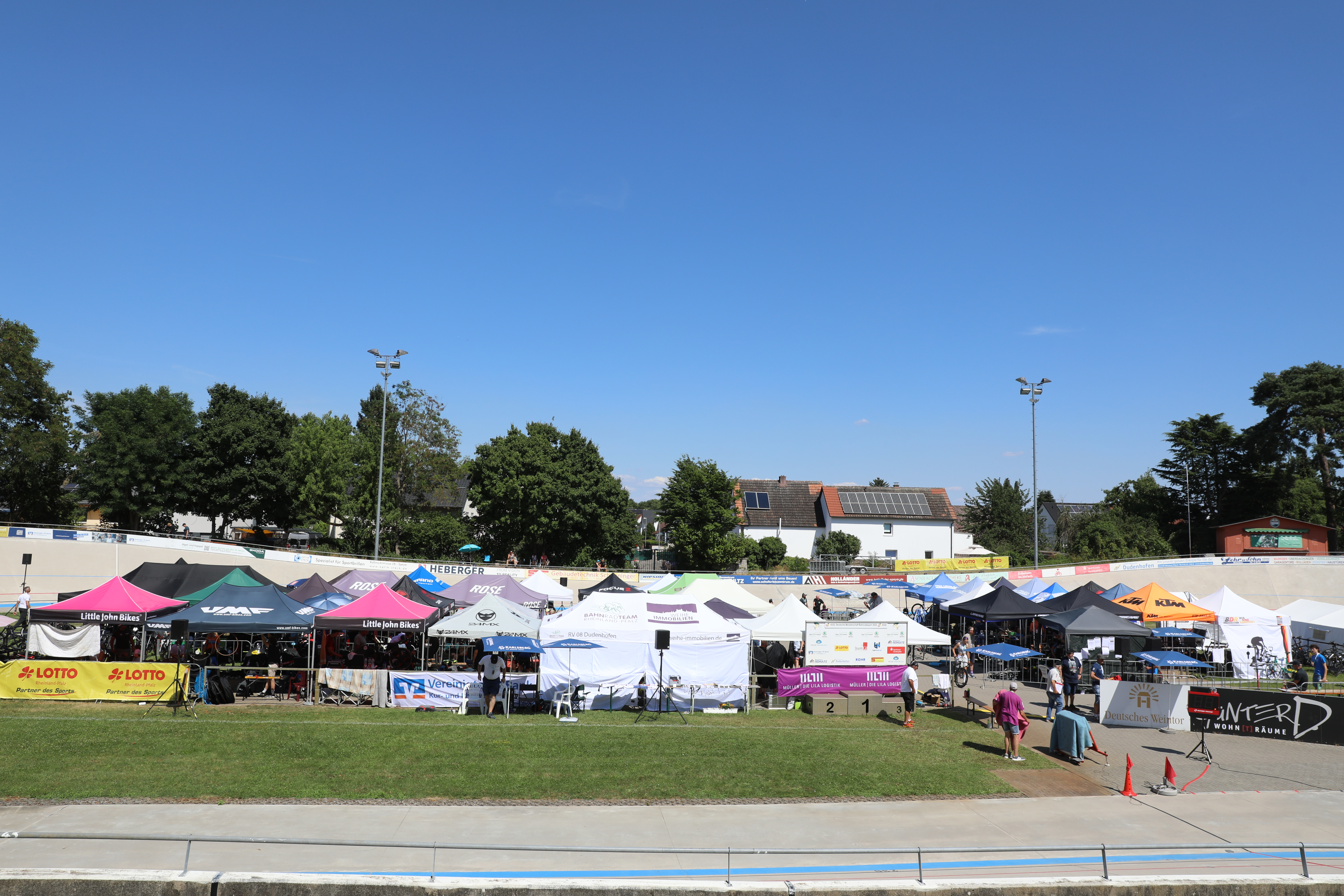
Der Innenraum der Bahn mit Zelten gegen die große Hitze

Die 138. Deutschen Meisterschaften im Bahnradsport 2025 der Klassen Elite, U19 und U17 fanden vom 2. bis 6. Juli auf der Radrennbahn in Dudenhofen statt. Die Bahn war zum dritten Mal Austragungsort von deutschen Bahnmeisterschaften. Ein schwerer Rennunfall am letzten Wettkampftag, bei dem neun Menschen verletzt wurden, führte zu einem vorzeitigen Abbruch der Meisterschaften.

## Verlauf
An fünf Wettkampftagen wurden auf der 250 Meter langen Betonpiste die Medaillen in den männlichen und weiblichen Klassen Elite, U19 und U17 vergeben, insgesamt mehr als 50 Entscheidungen. Rund 300 Sportlerinnen und Sportler hatten sich zur Teilnahme an den Wettbewerben gemeldet, die bei extrem großer Hitze stattfanden. Zuletzt wurden die nationalen Titelkämpfe 2018 in Dudenhofen ausgetragen. Ausrichter war der RV Dudenhofen 1908.
Herausragende Teilnehmerin der Bahn-DM war die 19-jährige Messane Bräutigam aus Rheinzabern: Sie gewann alle Einzeltitel in den Ausdauerdisziplinen Punktefahren, Scratch und Ausscheidungsfahren sowie im Zweier-Mannschaftsfahren mit Lea Lin Teutenberg und war Mitglied des Frauenteams aus Rheinland-Pfalz, das in der Mannschaftsverfolgung Rang zwei belegte. In den Kurzzeitdisziplinen der Frauen dominierte Lea Sophie Friedrich vom Track Team Brandenburg; sie wurde deutsche Meisterin im Sprint, im Keirin und im 1000-Meter-Zeitfahren.
Bei den Männern entschied Maximilian Dörnbach in der Kurzzeit den Sprint sowie das Zeitfahren für sich. Tim Torn Teutenberg errang drei Titel, in der Mannschaftsverfolgung (mit Max-David Briese, Lucas Liß, Tobias Müller und Ben Felix Jochum), im Ausscheidungsfahren und mit Roger Kluge im Zweier-Mannschaftsfahren. Bei den Junioren war Benjamin Bock drei Mal erfolgreich, im Sprint und im Zeitfahren sowie mit Maurice Steckel und Lucas Fiedler im Teamsprint. Die Juniorin Emilia Waterstradt entschied Sprint, Keirin, Zeitfahren und den Teamsprint (mit Lara Colberg und Marie Louise Raake) für sich.
Am Sonntag, dem letzten Wettkampftag, ereignete sich nachmittags ein schwerer Unfall: Im Keirin-Halbfinale der Männer überquerten zwei Fahrer mit etwa 60 km/h in der Zielkurve die Bande und stürzten in eine Zuschauergruppe. Während die beiden Fahrer Schürfwunden und Prellungen erlitten, wurden auch sieben Zuschauer verletzt, zwei von ihnen schwer. Diese beiden Personen wurden mit Rettungshubschraubern in umliegende Krankenhäuser gebracht. Insgesamt waren zwei Hubschrauber, sechs Rettungswagen und ein Notarzt im Einsatz. Daraufhin beschlossen der Veranstalter und der Verband German Cycling, die Meisterschaften abzubrechen. Vier Entscheidungen konnten daher nicht zu Ende ausgetragen werden.
Die deutschen Meisterschaften im Steher- und im Dernyrennen wurden vom 13. bis 16. Juni auf der Radrennbahn Andreasried in Erfurt ausgetragen, die deutschen Meisterschaften im Omnium (U15 m/w und U17 m/w) sind vom 20. bis 21.  September im Sportforum Kaarst-Büttgen geplant, die der Elite am 19. und 20. Dezember in der Oderlandhalle in Frankfurt (Oder).

## Zeitplan (Finalläufe/Elite)
| Datum               | Disziplinen Frauen                                     | Disziplinen Männer                                          |
| ------------------- | ------------------------------------------------------ | ----------------------------------------------------------- |
| Mittwoch, 2. Juli   | Einerverfolgung, Scratch                               | Einerverfolgung, Ausscheidungsfahren                        |
| Donnerstag, 3. Juli | Mannschaftsverfolgung, Teamsprint, Ausscheidungsfahren | Mannschaftsverfolgung, Zeitfahren, Zweier-Mannschaftsfahren |
| Freitag, 4. Juli    | Zeitfahren, Punktefahren, Zweier-Mannschaftsfahren     | Scratch, Teamsprint, Punktefahren                           |
| Samstag, 5. Juli    | Keirin                                                 | Sprint                                                      |
| Sonntag, 6. Juli    | Sprint                                                 | Keirin                                                      |

## Resultate

### Frauen und Männer (Elite)

#### Sprint

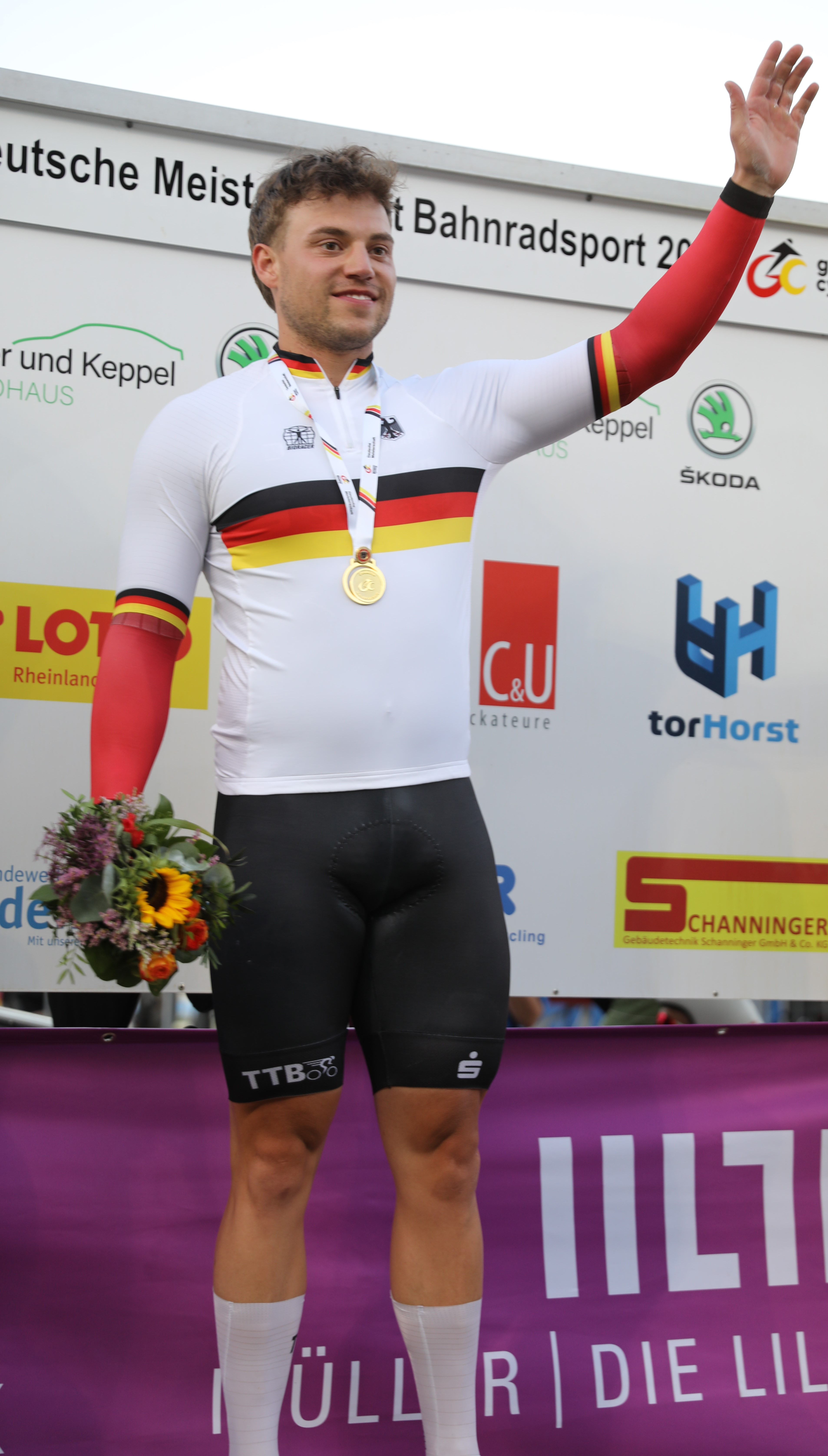
Maximilian Dörnbach wurde deutscher Meister im Sprint und im Zeitfahren

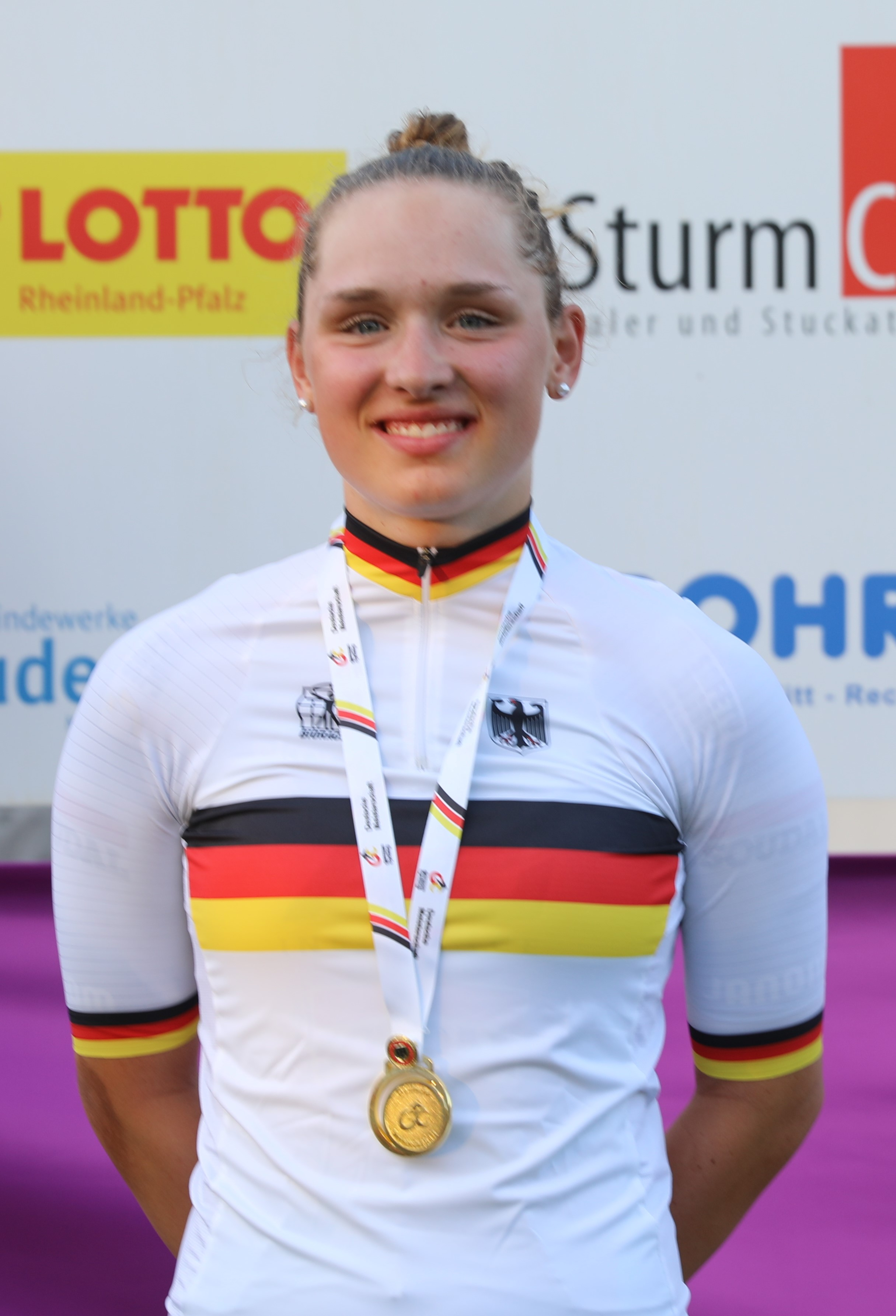
Als erfolgreichste Sportlerin der Meisterschaften errang Messane Bräutigam vier Titel

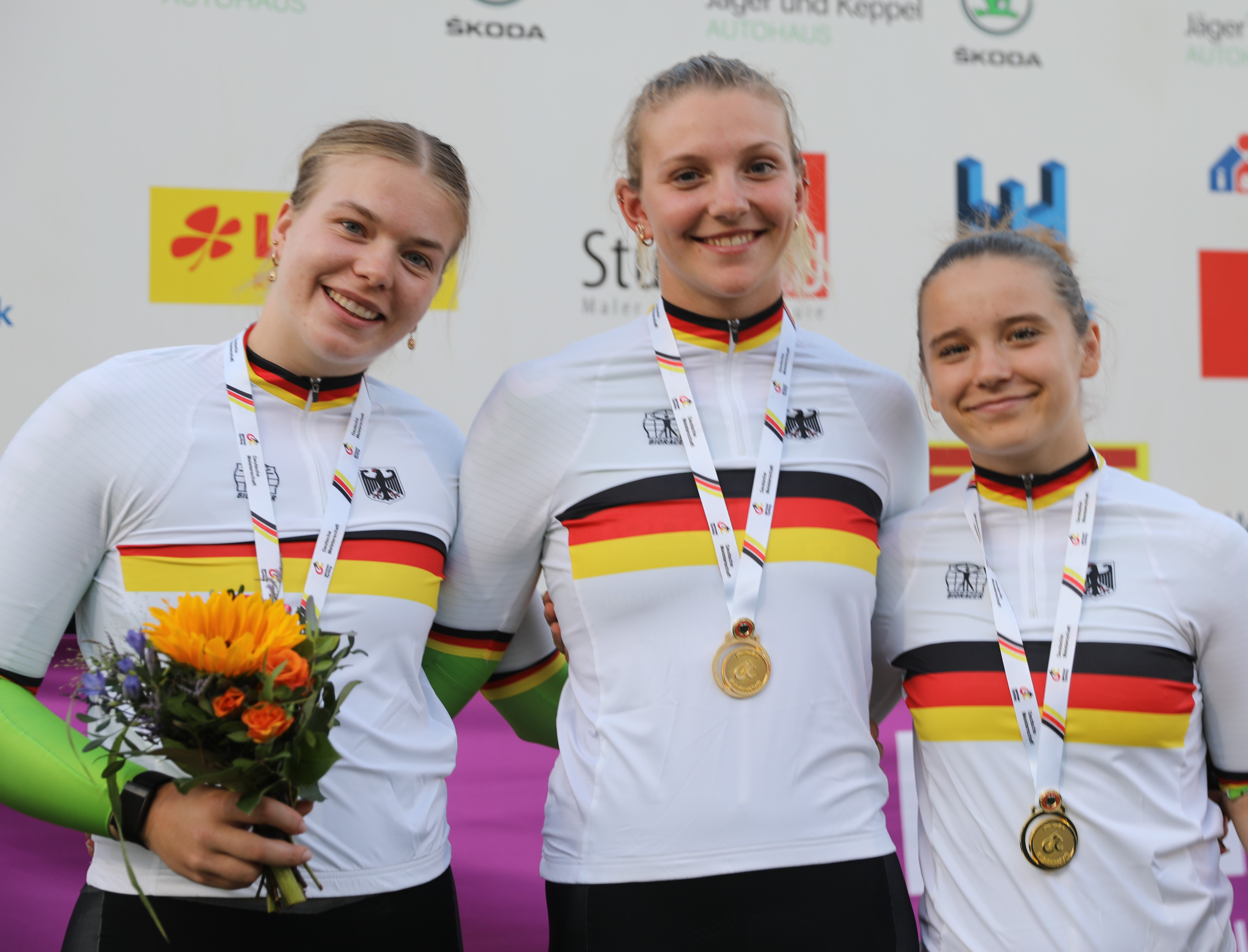
Deutsche Meisterinnen im Teamsprint (v. l. n. r.): Lara-Sophie Jäger, Alessa-Catriona Pröpster und Anastasia Kuniß

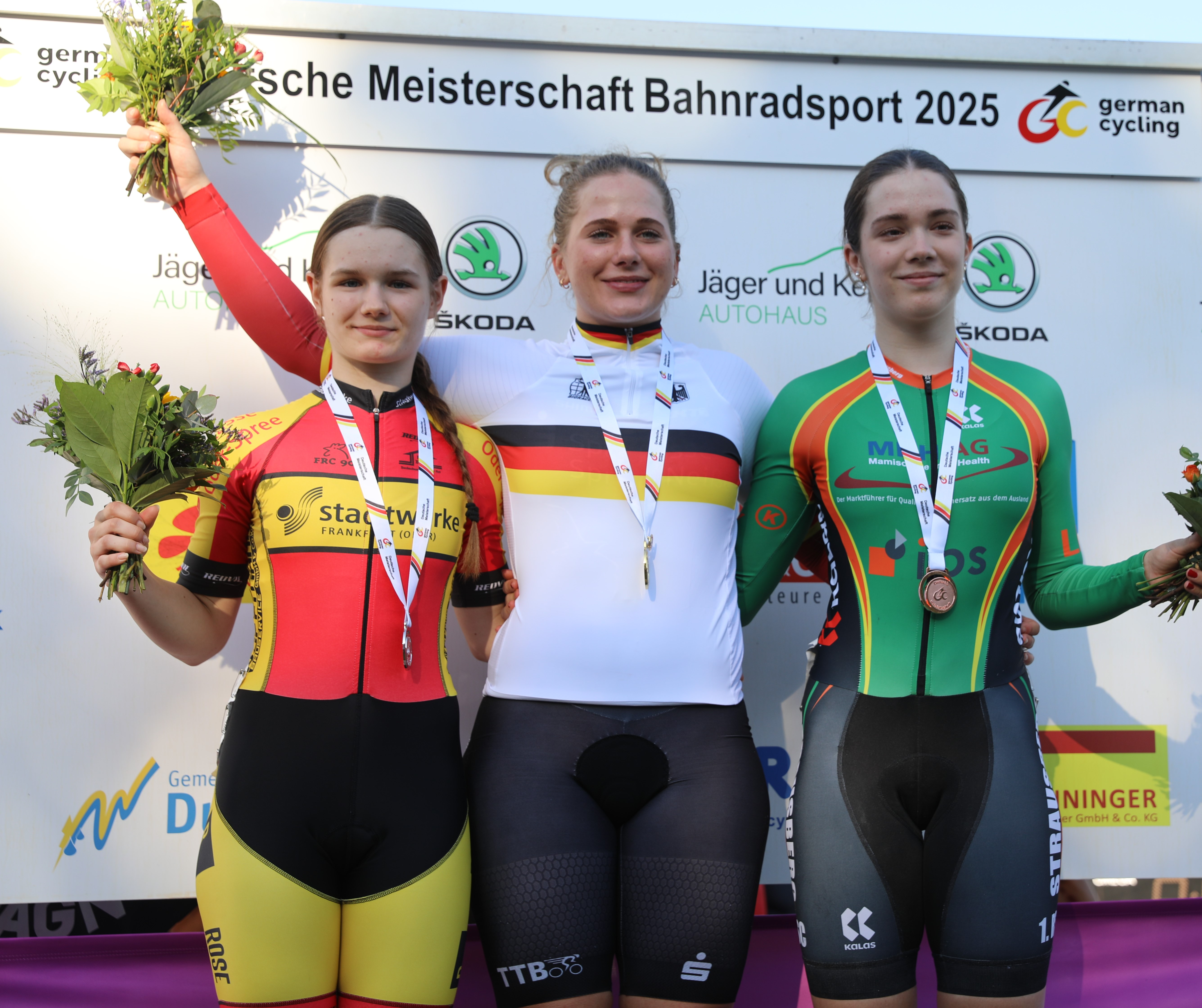
Die Juniorin Emilia Waterstradt (M.) errang vier Titel in den Kurzzeitdisplinen, hier mit Celine Prochnau (l.) und Lara Colberg auf dem Keirin-Podium

| Männer |                     |              |                     |
| #      | Name                | Verein/Team  | Zeit (s)            |
|        | Maximilian Dörnbach | RSC Cottbus  | 10,45 (1) 10,49 (2) |
|        | Luca Spiegel        | RV Offenbach |                     |
|        | Nik Schröter        | RSC Cottbus  | 10,87 (1) 10,84 (2) |

| Frauen |                          |              |                     |
| #      | Name                     | Verein/Team  | Zeit (s)            |
|        | Lea Sophie Friedrich     | RSC Cottbus  | 11,42 (1) 11,52 (2) |
|        | Pauline Grabosch         | RSC Cottbus  |                     |
|        | Alessa-Catriona Pröpster | RV Offenbach | 11,91 (1) 11,42 (2) |

#### Keirin
| Frauen |                          |              |
| #      | Name                     | Verein/Team  |
|        | Lea Sophie Friedrich     | RSC Cottbus  |
|        | Alessa-Catriona Pröpster | RV Offenbach |
|        | Anastasia Kuniß          | RSV Speiche  |

#### Teamsprint
| Männer |                                                |                     |          |
| #      | Name                                           | Verein/Team         | Zeit (s) |
|        | Colin Rudolph Luca Spiegel Henric Hackmann     | Bahn-Team RLP / SAC | 44,527 G |
|        | Maximilian Dörnbach Pete Flemming Nik Schröter | TT Brandenburg      | 45,165 G |
|        | Theo Fischer Paul Groß Danny-Luca Werner       | BRA / MV            | 46,286 B |

| Frauen |                                                            |                           |          |
| #      | Name                                                       | Verein/Team               | Zeit (s) |
|        | Lara-Sophie Jäger Alessa-Catriona Pröpster Anastasia Kuniß | RLP/SAC                   |          |
|        | Lea Sophie Friedrich Clara Schneider Pauline Grabosch      | Track-Team Brandenburg I  | DNS      |
|        | Athina Trommler Bente Lürmann Olivia Schoppe               | Track-Team Brandenburg II | REL      |

#### Zeitfahren
| Männer (1000 Meter) |                     |              |            |
| #                   | Name                | Verein/Team  | Zeit (min) |
|                     | Maximilian Dörnbach | RSC Cottbus  | 1:02,365   |
|                     | Henric Hackmann     | RV Rodenbach | 1:02,680   |
|                     | Nik Schröter        | RSC Cottbus  | 1:03,199   |

| Frauen (1000 Meter) |                      |                      |            |
| #                   | Name                 | Verein/Team          | Zeit (min) |
|                     | Lea Sophie Friedrich | LKT Team Brandenburg | 1:06,713   |
|                     | Pauline Grabosch     | RSC Cottbus          | 1:08,562   |
|                     | Anastasia Kuniß      | RSV Speiche          | 1:10,251   |

#### Einerverfolgung
| Männer (4000 m) |                  |               |            |
| #               | Name             | Verein/Team   | Zeit (min) |
|                 | Felix Groß       | rad-net Rembe | 4:17,640 G |
|                 | Miguel Heidemann | rad-net Rembe | 4:21,174 G |
|                 | Moritz Binder    | rad-net Rembe | 4:16,419 B |

| Frauen (4000 m) |                  |                        |            |
| #               | Name             | Verein/Team            | Zeit (min) |
|                 | Franziska Brauße | Ceratizit              | 4:37,107 G |
|                 | Lisa Klein       | RV Wald-Heil Stegen    | 4:45,121 G |
|                 | Mieke Kröger     | RV Teutoburg Brackwede | 4:44,315 B |

#### Mannschaftsverfolgung

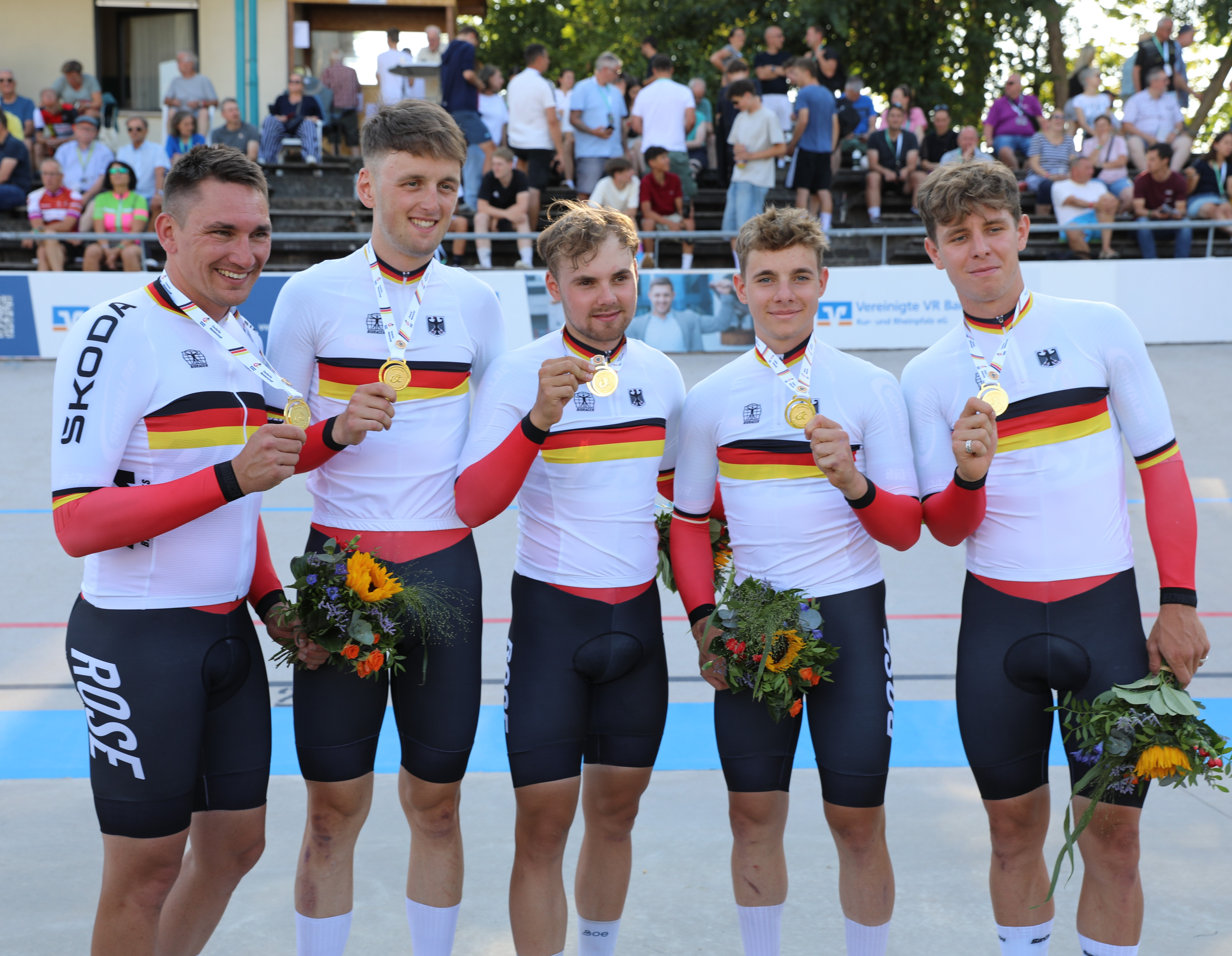
Das Team NRW gewann die Mannschaftsverfolgung (v. l. n. r.): Lucas Liß, Ben Felix Jochum, Max-David Briese, Tobias Müller und Tim Torn Teutenberg

| Männer (4000 m) |                                                                               |                  |            |
| #               | Name                                                                          | Verein/Team      | Zeit (min) |
|                 | Tim Torn Teutenberg Max-David Briese Tobias Müller Lucas Liß Ben Felix Jochum | NRW              |            |
|                 | Felix Groß Miguel Heidemann Roger Kluge Franz Groß Moritz Augenstein          | rad-net Rembe I  | eingeholt  |
|                 | Louis Gentzik Benjamin Boos Moritz Binde Leon Arenz                           | rad-net Rembe II | 4:11,043 B |

| Frauen (4000 m) |                                                                           |                            |            |
| #               | Name                                                                      | Verein/Team                | Zeit (min) |
|                 | Franziska Brauße Lisa Klein Laura Süßemilch Lana Eberle                   | Regionalteam Stuttgart SRG | 4:32,393 G |
|                 | Hannah Kunz Messane Bräutigam Katharina Fox Magdalena Leis                | Bahn-Team RLP              | 4:35,296 G |
|                 | Seána Littbarski-Gray Lena Charlotte Reißner Pia Grünewald Olivia Schoppe | LKT                        | 4:39,562 B |

#### Scratch
| Männer |                     |               |
| #      | Name                | Verein/Team   |
|        | Benjamin Boos       | rad-net Rembe |
|        | Paul-Jonas Adamczak | RSC Cottbus   |
|        | Tobias Eise         | TGV Schotten  |

| Frauen |                        |                         |
| #      | Name                   | Verein/Team             |
|        | Messane Bräutigam      | AG Insurance Soudal U23 |
|        | Franziska Brauße       | Ceratizit               |
|        | Lena Charlotte Reißner | LKT Team Brandenburg    |

#### Ausscheidungsfahren
| Männer |                     |                   |
| #      | Name                | Verein/Team       |
|        | Tim Torn Teutenberg | Lidl-Trek         |
|        | Tobias Müller       | Wanty-Nippo-Re Uz |
|        | Martin Salmon       | RV Dudenhofen     |

| Frauen |                    |                          |
| #      | Name               | Verein/Team              |
|        | Messane Bräutigam  | AG Insurance Soudal U23  |
|        | Fabienne Jährig    | BRC Zugvogel Berlin 1901 |
|        | Lea Lin Teutenberg | Lotto Ladies             |

#### Punktefahren

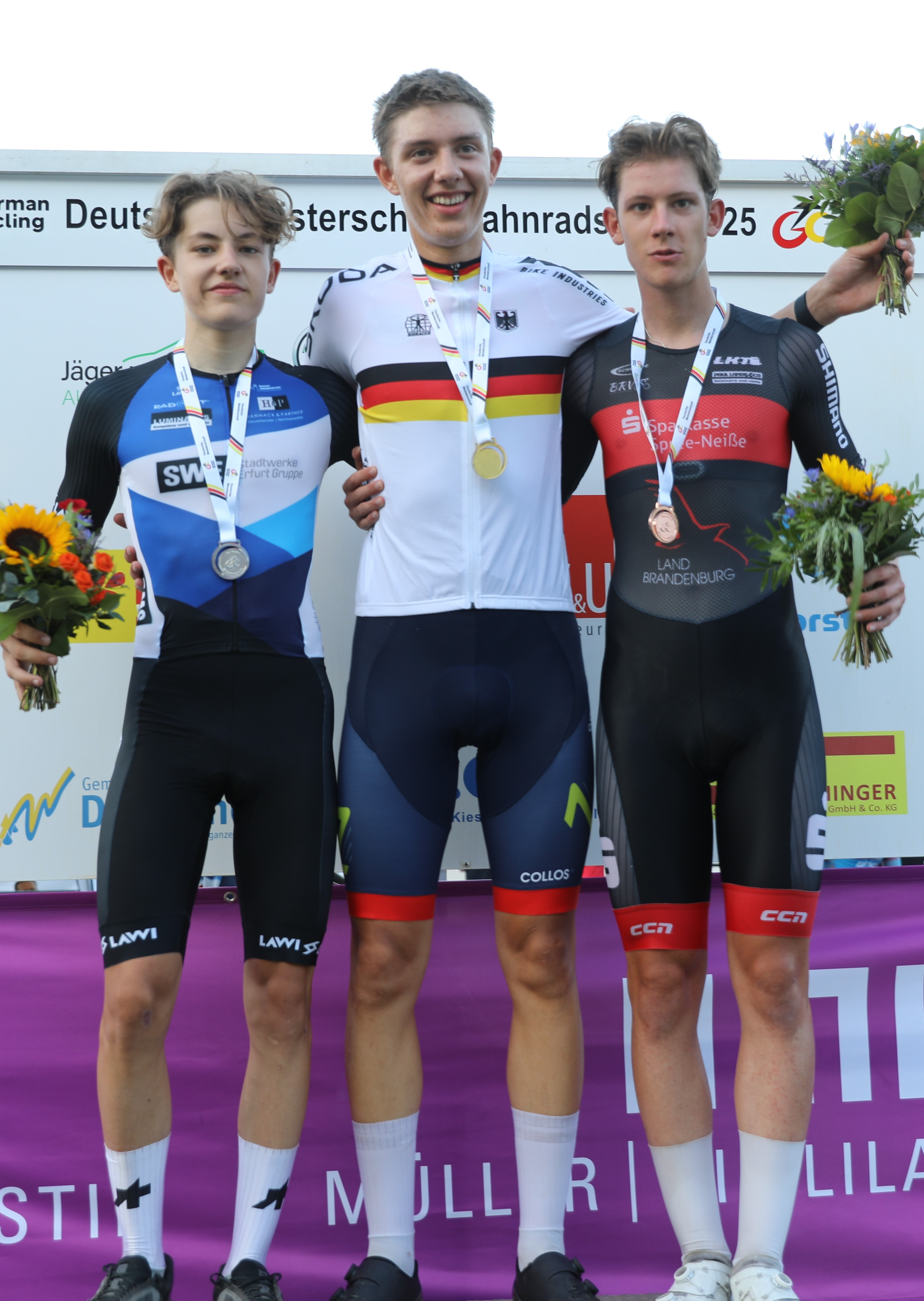
Punktefahren (v. l. n. r.): Moritz Mauss, Jonathan Schipkowski und Attila Höfig

| Männer |                     |                   |        |
| #      | Name                | Verein/Team       | Punkte |
|        | Richard Leu         | RSC Cottbus       | 66     |
|        | Tim Torn Teutenberg | Lidl-Trek         | 60     |
|        | Moritz Malcharek    | Frankfurter RC 90 | 60     |

| Frauen |                        |                          |        |
| #      | Name                   | Verein/Team              | Punkte |
|        | Messane Bräutigam      | AG Insurance Soudal U23  | 33     |
|        | Fabienne Jährig        | BRC Zugvogel Berlin 1901 | 21     |
|        | Lena Charlotte Reißner | LKT Team Brandenburg     | 15     |

#### Zweier-Mannschaftsfahren (Madison)
| Männer |                                    |                                            |        |
| #      | Name                               | Verein/Team                                | Punkte |
|        | Roger Kluge Tim Torn Teutenberg    | Rembe Pro Cycling Team Sauerland Lidl-Trek | 45     |
|        | Moritz Malcharek Moritz Augenstein | Frankfurter RC 90 RSV Irschenberg          | 31     |
|        | Max-David Briese Tobias Müller     | PSV Rostock Wanty-Nippo-Re Uz              | 28     |

| Frauen |                                              |                                       |        |
| #      | Name                                         | Verein/Team                           | Punkte |
|        | Messane Bräutigam Lea Lin Teutenberg         | AG Insurance Soudal U23 Lotto Ladies  | 83     |
|        | Marla Sigmund Fabienne Jährig                | FC St. Pauli BRC Zugvogel Berlin 1901 | 40     |
|        | Lena Charlotte Reißner Seána Littbarski-Gray | LKT Team Brandenburg                  | 38     |

### Juniorinnen und Junioren

#### Sprint
| Junioren |                     |               |
| #        | Name                | Verein/Team   |
|          | Benjamin Bock       | SSV Gera 1990 |
|          | Til Krüger          | RSC Cottbus   |
|          | Finn-Liam Petterson | SV Dassow 24  |

| Juniorinnen |                    |                    |
| #           | Name               | Verein/Team        |
|             | Emilia Waterstradt | RSC Cottbus        |
|             | Lara Colberg       | 1. RSC Strausberg  |
|             | Amy Weber          | RSC Turbine Erfurt |

#### Keirin
| Juniorinnen |                    |                   |
| #           | Name               | Verein/Team       |
|             | Emilia Waterstradt | RSC Cottbus       |
|             | Celine Prochnau    | Frankfurter RC 90 |
|             | Lara Colberg       | 1. RSC Strausberg |

#### Zeitfahren
| Junioren (1000 Meter) |                   |               |            |
| #                     | Name              | Verein/Team   | Zeit (min) |
|                       | Benjamin Bock     | SSV Gera      | 1:03,191   |
|                       | Leonidas Rekowski | RSV Chemnitz  | 1:03,609   |
|                       | Tim Herzog        | RV Dudenhofen | 1:04,649   |

| Juniorinnen (1000 Meter) |                    |                   |          |
| #                        | Name               | Verein/Team       | Zeit (s) |
|                          | Emilia Waterstradt | RSC Cottbus       | 1:10,727 |
|                          | Sophia Schrödel    | SV Marienstein    | 1:12,704 |
|                          | Lara Colberg       | 1. RSC Strausberg | 1:13,698 |

#### Teamsprint
| Junioren |                                                      |             |          |
| #        | Name                                                 | Verein/Team | Zeit (s) |
|          | Maurice Steckel Benjamin Bock Lucas Fiedler          | THÜ I       | 45,046 G |
|          | Paul Hinrich Moll Finn-Liam Petterson Julius Porthun | MEV I       | 46,517 G |
|          | Ben Gremse Phil Reichardt Til Krüger                 | BRA I       | 46,307 B |

| Juniorinnen |                                                    |             |          |
| #           | Name                                               | Verein/Team | Zeit (s) |
|             | Marie Louise Raake Lara Colberg Emilia Waterstradt | BRA I       | 50,234 G |
|             | Enie Böttcher Amy Weber Isabelle Gentzik           | THÜ         | 52,358 G |
|             | Celine Prochnau Carlotta Zemke Lisa Marie Meinecke | BRA II      | 53,143 B |

#### Einerverfolgung
| Junioren (3000 m) |                |                         |            |
| #                 | Name           | Verein/Team             | Zeit (min) |
|                   | Lenny Karstedt | SC DHfK Leipzig         | 3:17,308 G |
|                   | Attila Höfig   | RSC Cottbus             | 3:21,354 G |
|                   | Hugo Esch      | RSC Waltershausen-Gotha | 3:24,648 B |

| Juniorinnen (3000 m) |                 |                |            |
| #                    | Name            | Verein/Team    | Zeit (min) |
|                      | Magdalena Leis  | RSC Linden     | 3:44,876   |
|                      | Julia Servay    | RSC Biberach   | 3:51,313   |
|                      | Sophia Schrödel | SV Marienstein | 3:49,621   |

#### Mannschaftsverfolgung
| Junioren (4000 m) |                                                                       |             |                                         |
| #                 | Name                                                                  | Verein/Team | Zeit (min)                              |
|                   | Raul Esch Hugo Esch Oskar Weiß Moritz Mauss                           | THÜ         | 4:15,504 G                              |
|                   | Onno Bieberle Attila Höfig Leon Resag Jamie Rathke Zeno Levi Winter   | BRA         | 4:19,305 G                              |
|                   | David Moritz Henri von der Wehl Jannis Koza Nils Borrmann Anton Arndt | Berlin      | Gegnerisches Team wurde disqualifiziert |

| Juniorinnen (4000 m) |                                                                        |             |            |
| #                    | Name                                                                   | Verein/Team | Zeit (min) |
|                      | Laura Nollau Lenka Schlittermann Eufemia Schmieder Enni Lotta Floß     | SAC         | 4:53,368 G |
|                      | Julia Servay Leni Bauer Noemi Böttcher Charlotte Späth                 | RBW         | 4:53,617 G |
|                      | Paula Gloning Sophia Schrödel Hannah-Franziska Brand Paulina Kuflewska | BAY         | 4:58,178 B |

#### Punktefahren
| Junioren (60 Runden = 15 km, 6 Wertungen) |                      |                    |        |
| #                                         | Name                 | Verein/Team        | Punkte |
|                                           | Jonathan Schipkowski | Dresdner SC 1898   | 44     |
|                                           | Moritz Mauss         | RSC Turbine Erfurt | 39     |
|                                           | Attila Höfig         | RSC Cottbus        | 39     |

| Juniorinnen (40 Runden = 10 km, 5 Wertungen) |               |                              |        |
| #                                            | Name          | Verein/Team                  | Punkte |
|                                              | Leni Bauer    | RSV Stuttgart-Vaihingen 1901 | 11     |
|                                              | Paula Gloning | E-Racers Top Level Augsburg  | 9      |
|                                              | Julia Servay  | RSC Biberach                 | 8      |

#### Ausscheidungsfahren
| Juniorinnen |                        |                            |
| #           | Name                   | Verein/Team                |
|             | Hannah-Franziska Brand | RSV Rheinzabern            |
|             | Laura Nollau           | RSV Chemnitz               |
|             | Eufemia Schmieder      | RSC Sachsenblitz Burgstädt |

#### Zweier-Mannschaftsfahren (Madison)
| Junioren (80 Runden = 20 km, 8 Wertungen) |                            |                                            |        |
| #                                         | Name                       | Verein/Team                                | Punkte |
|                                           | Raul Esch Moritz Mauss     | RSC Waltershausen-Gotha RSC Turbine Erfurt | 30     |
|                                           | Onno Bieberle Attila Höfig | RSC Cottbus                                | 10     |
|                                           | Jamie Rathke Leon Resag    | RSC Cottbus RSV Einheit Lübben             | 7      |

| Juniorinnen |                                       |                                           |        |
| #           | Name                                  | Verein/Team                               | Punkte |
|             | Hannah-Franziska Brand Magdalena Leis | RSV Rheinzabern RSC Linden                | 4      |
|             | Laura Nollau Eufemia Schmieder        | RSV Chemnitz RSC Sachsenblitz Burgstädt   | −20    |
|             | Leni Bauer Julia Servay               | RSV Stuttgart-Vaihingen 1901 RSC Biberach | 7      |